# 名刀針
株式会社 名刀針（めいとうばり 英:Meito Fishing Hooks Co.,Ltd. ）は、兵庫県西脇市に本拠を置く、播州針の釣り針専業メーカーである。1935年（昭和10年）創業。OEMメーカーとしては、国内最大のシェアを持ち国内外の多くのメーカーに釣り針を供給している。

## 会社概要
日本を代表する釣り針の生産地である西脇市における、播州針専業メーカーの老舗。特にOEMメーカーとして日本をはじめ、欧米、アジアを中心に世界中のメーカー、商社などに釣り針を供給している。針先までプレス加工を施した断面が三角形の3枚刃（スリーエッジポイント）や、ちもとの結び強度や結び目が裏側に回り込まず結び目がズレ上がらないトラストグリップなどの独自技術を開発し、高い評価を得ている。特にスリーエッジポイントは意匠を取得しており、同社の「名刀シリーズ」の釣り針にはすべてスリーエッジポイントが採用されている。
当初はかえしのない鮎針の生産を得意としていたため、同じくかえしのない「ヘラスレ針」の製造技術には定評があり、日本やアジア圏で多くのシェアを持っている。これまでに3000種類以上の釣り針の開発を行ってきており、うち約1000種類は現役である。鮎針、ヘラスレ針、袖針は特にシェアが高い。また、オンラインショップではすでに店舗では発売されていないような、アユのコロガシ釣り用の特殊な釣り針もラインナップに用意されている。
今なおオートメーション化できない熟練工の技術の伝承や、環境対策や最新の排気装置、排水設備の導入にも取り組んでいる。

## 沿革
出典:
- 1935年（昭和10年） - 兵庫県多可郡蒲江にて、創業者である藤岡静太が製針所を開業。
- 1938年（昭和13年） - 播州釣針協同組合が設立されると同時に加盟。
- 1959年（昭和34年） - 2代目藤岡治郎が蒲江497にて、名刀針本舗に改名。
- 1970年（昭和45年） - 治郎の子、3代目藤岡幹生が継承。鮎かけ針を中心に製造、販売。
- 1996年（平成8年） - 法人化。有限会社名刀針と改名。鮎かけ針の技術を応用し、他の釣り針の生産も本格化。海外へのOEM販売も活発化。
- 2005年（平成17年） - 西脇市蒲江5番地の3に移転、新社屋・工場を建設、業務拡大。
- 2017年（平成29年） - 藤岡幹生が会長に就任するとともに4代目藤岡潤也が代表取締役に就任。有限会社名刀針から株式会社名刀針に社名変更。資本金を30,000,000円に増資。

## 製品の特徴
材料に日本製の高級ハガネを使用、播州針の伝統を受け継ぎながらも新技術を織り込み、これまでに3000種類を超える釣り針を開発している。特に熟練工を擁し、オートメーション化できない技術の伝承のため、若い技術者の育成にも熱心である。特に熟練工による熱処理の化学研磨を得意とし、釣り針の性能を大幅に引き上げて他社との差別化を図っている。また妥協のない品質管理には定評がある。

### スリーエッジポイント
- 針先まで精密なプレス加工を施すことで3枚刃を可能とし、強度と耐摩耗性の大幅な向上を実現、貫通性能の大幅な向上で魚に対するかかりの良さも併せ持つ名刀針の独自技術。各国で意匠登録されている[1]。

### トラストグリップ
- U字溝ちもとの中に非常に小さなすべり止め防止目的のリブ加工を施すことで、釣り糸の結び強度を大幅に向上させた[1]。
- 糸の結び目がずり上がらず、また結び目が裏側に回ることの防止を実現。ハリス切れを大幅に軽減する[1]。
- U字溝にハリスを沿わせ結ぶことが可能となり、結び強度を大幅に向上させた[1]。

## 播州針
名刀針は、播州針の伝統を受け継ぐメーカーの一つであるが、播州針の歴史は古く、天保初頭にまで遡り、加東郡池田村（現小野市池田町）の源右衛門が京都から技法を持ち帰った説、多可郡上比延村（現西脇市上比延町）の新兵衛が弘化年間に京都で技術を習得した説のほか、最も有力な説は、加東郡下久米村（現社町下久米）の小寺彦兵衛が、四国霊場巡拝者を偽り、数年間土佐の釣針職人太田某から技術を習得し1851年（嘉永4年）11月に帰郷した説である。彦兵衛は当初、焼入れの技術に苦労したが、一人で失敗を重ねながらついに成功し、さらにはその技術を惜しげもなく弟子や同業者に伝えたことから、北播州で釣針産業が発展する最大の要因となったと伝わる。その技術は丹波やさらには岡山県方面まで伝授された。このため彦兵衛は釣針造りの職祖と呼ばれる。しかし、『播州針』を執筆した勝部直達によれば、土佐針と播州針では、播州針に土佐針にはある「隠し槌」という技術がないという違いがあり、土佐の製針技術が播州針には応用されておらず、彦兵衛が土佐針の技術を持ち帰った説は誤りだと主張する一方、播州があらゆる方面で京技術の習得に熱心であった地域であることや、多可郡比延村の行商人らが文政年間以降、京都の針所から針を仕入れ、京都の釣り針商人との間に深い交流があったこと、加東郡池田村の源右衛門が京都の釣り針技術を京都で習得したことなどを鑑み、播州針の由来を京都だと主張している。
また、播州針が全国に広まった理由として彦兵衛が販路を開くため、当時は寒村で雪の多く収入の少なかった六万石以下の農民たちが行商や出稼ぎを行っていたことを利用した。多可郡は多くの主要な街道に通じており、黒田庄から西脇、篠山、亀岡から京都へのルートをはじめ、西脇から滝野、社、小野、高砂へ抜けるルート、蒲江から西脇、社、東条、吉川から大阪へ抜けるルート、喜多から津万井、西脇、北条から姫路へ抜けるルートのほか、大阪や明石まで出ると船で四国、九州まで行くことも可能であった。